# Christian Bouckenooghe
Christian Bouckenooghe (Rumbeke, 7 febbraio 1977) è un ex calciatore neozelandese, di ruolo difensore.

## Palmarès

### Club

#### Competizioni nazionali
- Derde klasse: 1

Roeselare: 1997-1998